# Joëlle Brupbacher
Joëlle Brupbacher (3 de agosto de 1978 – 22 de mayo de 2011) fue una alpinista suiza.

## Biografía
Brupbacher vivía en Muri bei Bern y trabajaba de informática en la empresa pública Ferrocarriles Federales Suizos. Fue la primera mujer suiza en ascender cinco de los catorce Ochomil del planeta. Después de conseguir la cima del Makalu (8485 m) en el Nepal el 21 de mayo, y en descenso, Brupbacher murió de agotamiento dentro de la tienda en el Campo 3 a una altitud de 7400 m el 22 de mayo de 2011.